# Lista odcinków serialu Mike i Molly
Poniżej znajduje się lista odcinków serialu telewizyjnego Mike i Molly – emitowanego przez amerykańską stację telewizyjną CBS od 20 września 2010 roku do 15 maja 2016 roku. Powstało siedem serii, które łącznie składają się z 125 odcinków. W Polsce natomiast był emitowany przez stację Comedy Central od 23 lutego 2011. 
| Sezon | Sezon | Odcinki | Oryginalna emisja | Oryginalna emisja | Oryginalna emisja | Oryginalna emisja | Oryginalna emisja |
| Sezon | Sezon | Odcinki | Premiera sezonu   | Finał sezonu      | Premiera sezonu   | Finał sezonu      |                   |
| ----- | ----- | ------- | ----------------- | ----------------- | ----------------- | ----------------- | ----------------- |
|       | 1     | 24      | 20 września 2010  | 16 maja 2011      | 23 lutego 2011    | 8 czerwca 2011    |                   |
|       | 2     | 23      | 26 września 2011  | 14 maja 2012      | brak danych       | brak danych       |                   |
|       | 3     | 23      | 24 września 2012  | 20 maja 2013      | brak danych       | brak danych       |                   |
|       | 4     | 22      | 4 listopada 2013  | 19 maja 2014      | 12 maja 2014      | 26 maja 2014      |                   |
|       | 5     | 22      | 8 grudnia 2014    | 18 maja 2015      | 11 czerwca 2015   | 10 lipca 2015     |                   |
|       | 6     | 13      | 7 stycznia 2016   | 16 maja 2016      | brak danych       | brak danych       |                   |

## Sezon 1 (2010-2011)
| #  | Tytuł                              | Reżyseria     | Scenariusz                                                                      | Premiera             | Premiera       |
| -- | ---------------------------------- | ------------- | ------------------------------------------------------------------------------- | -------------------- | -------------- |
| 1  | "Pilot"                            | James Burrows | Mark Roberts                                                                    | 20 września 2010     | 23 lutego 2011 |
| 2  | "First Date"                       | James Burrows | Mark Roberts, Chuck Lorre                                                       | 27 września 2010     | 23 lutego 2011 |
| 3  | "First Kiss"                       | James Burrows | Mark Roberts, Al Higgins                                                        | 4 października 2010  | 23 lutego 2011 |
| 4  | "Mike's Not Ready"                 | James Burrows | Mark Roberts, Chuck Lorre                                                       | 11 października 2010 | 23 lutego 2011 |
| 5  | "Carl Is Jealous"                  | James Burrows | Mark Roberts, Don Foster                                                        | 18 października 2010 | 2 marca 2011   |
| 6  | "Mike's Apartment"                 | James Burrows | Mark Roberts, Julie Bean                                                        | 25 października 2010 | 2 marca 2011   |
| 7  | "After the Lovin'"                 | James Burrows | Mark Roberts, Don Foster, Mark Gross                                            | 1 listopada 2010     | 2 marca 2011   |
| 8  | "Mike Snores"                      | James Burrows | Mark Roberts, Don Foster, Carla Filisha                                         | 8 listopada 2010     | 2 marca 2011   |
| 9  | "Mike's New Boots"                 | James Burrows | Mark Roberts, Don Foster, Al Higgins                                            | 15 listopada 2010    | 9 marca 2011   |
| 10 | "Molly Gets a Hat"                 | James Burrows | Mark Roberts, Don Foster, Mark Gross                                            | 22 listopada 2010    | 9 marca 2011   |
| 11 | "Carl Gets a Girl"                 | James Burrows | Mark Roberts, Chuck Lorre, Don Foster                                           | 6 grudnia 2010       | 9 marca 2011   |
| 12 | "First Christmas"                  | James Burrows | Mark Roberts, Don Foster                                                        | 13 grudnia 2010      | 9 marca 2011   |
| 13 | "Mike Goes to the Opera"           | James Burrows | Mark Roberts, Chuck Lorre, Don Foster, Al Higgins                               | 3 stycznia 2011      | 16 marca 2011  |
| 14 | "Molly Makes Soup"                 | James Burrows | Mark Roberts, Don Foster, Mark Gross                                            | 17 stycznia 2011     | 16 marca 2011  |
| 15 | "Jim Won't Eat"                    | James Burrows | Mark Roberts, Don Foster, Al Higgins, Julie Bean                                | 7 lutego 2011        | 16 marca 2011  |
| 16 | "First Valentine's Day"            | James Burrows | Mark Roberts, Chuck Lorre, Don Foster                                           | 14 lutego 2011       | 16 marca 2011  |
| 17 | "Joyce & Vince And Peaches & Herb" | James Burrows | Mark Roberts, Don Foster, Mark Gross, Al Higgins                                | 21 lutego 2011       | 18 maja 2011   |
| 18 | "Mike's Feet"                      | James Burrows | Mark Roberts, Don Foster, Mark Gross, Al Higgins                                | 28 lutego 2011       | 18 maja 2011   |
| 19 | "Peggy Shaves Her Legs"            | James Burrows | Mark Roberts, Don Foster, Julie Bean, Carla Filisha                             | 21 marca 2011        | 25 maja 2011   |
| 20 | "Opening Day"                      | James Burrows | Mark Roberts, Jim Patterson, Don Foster & Al Higgins                            | 11 kwietnia 2011     | 25 maja 2011   |
| 21 | "Samuel Gets Fired"                | James Burrows | Mark Roberts, Don Foster, Al Higgins, Julie Bean                                | 18 kwietnia 2011     | 1 czerwca 2011 |
| 22 | "Cigar Talk"                       | James Burrows | Mark Roberts, Don Foster, Chuck Lorre, Al Higgins, Mark Gross                   | 2 maja 2011          | 1 czerwca 2011 |
| 23 | "Victoria's Birthday"              | James Burrows | Mark Roberts, Don Foster, Chuck Lorre, Julie Bean, Carla Filisha, Jim Patterson | 9 maja 2011          | 8 czerwca 2011 |
| 24 | "Peggy's New Beau"                 | James Burrows | Mark Roberts, Don Foster, Al Higgins, Mark Gross                                | 16 maja 2011         | 8 czerwca 2011 |

## Sezon 2 (2011-2012)
| #  | Tytuł                   | Reżyseria     | Scenariusz                                                       | Premiera             | Premiera     |
| -- | ----------------------- | ------------- | ---------------------------------------------------------------- | -------------------- | ------------ |
| 1  | "Goin' Fishin'"         | James Burrows | Chuck Lorre, Mark Roberts, Julie Bean, Don Foster, Al Higgins    | 26 września 2011     | nieemitowany |
| 2  | "Dennis's Birthday"     | James Burrows | Chuck Lorre, Mark Roberts, Don Foster, Mark Gross, Carla Filisha | 3 października 2011  | nieemitowany |
| 3  | "Mike in the House"     | James Burrows | Chuck Lorre, Mark Roberts, Don Foster, Al Higgins, Julie Bean    | 10 października 2011 | nieemitowany |
| 4  | "'57 Chevy Bel Air"     | James Burrows | Chuck Lorre, Mark Roberts, Don Foster, Mark Gross, Carla Filisha | 17 października 2011 | nieemitowany |
| 5  | "Victoria Runs Away"    | James Burrows | Chuck Lorre, Mark Roberts, Don Foster, Al Higgins, Julie Bean    | 24 października 2011 | nieemitowany |
| 6  | "Happy Halloween"       | James Burrows | Chuck Lorre, Mark Roberts, Don Foster, Al Higgins, Julie Bean    | 31 października 2011 | nieemitowany |
| 7  | "Carl Meets A Lady"     | James Burrows | Chuck Lorre, Mark Roberts, Don Foster, Al Higgins, Julie Bean    | 7 listopada 2011     | nieemitowany |
| 8  | "Peggy Gets a Job"      | James Burrows | Chuck Lorre, Mark Roberts, Don Foster, Mark Gross, Carla Filisha | 14 listopada 2011    | nieemitowany |
| 9  | "Mike Cheats"           | James Burrows | Chuck Lorre, Mark Roberts, Don Foster, Al Higgins, Julie Bean    | 21 listopada 2011    | nieemitowany |
| 10 | "Molly Needs A Number"  | James Burrows | Chuck Lorre, Mark Roberts, Don Foster, Mark Gross, Carla Filisha | 5 grudnia 2011       | nieemitowany |
| 11 | "Christmas Break"       | James Burrows | Chuck Lorre, Mark Roberts, Don Foster, Al Higgins, Julie Bean    | 12 grudnia 2011      | nieemitowany |
| 12 | "Carl Has Issues"       | James Burrows | Mark Roberts, Chuck Lorre, Don Foster, Mark Gross, Carla Filisha | 2 stycznia 2012      | nieemitowany |
| 13 | "Victoria Can't Drive"  | James Burrows | Mark Roberts, Chuck Lorre, Don Foster, Al Higgins, Julie Bean    | 16 stycznia 2012     | nieemitowany |
| 14 | "Joyce's Choices"       | James Burrows | Mark Roberts, Chuck Lorre, Don Foster, Mark Gross, Carla Filisha | 6 lutego 2012        | nieemitowany |
| 15 | "Valentine's Piggyback" | James Burrows | Mark Roberts, Chuck Lorre, Don Foster, Al Higgins, Julie Bean    | 13 lutego 2012       | nieemitowany |
| 16 | "Surprise"              | James Burrows | Mark Roberts, Chuck Lorre, Don Foster, Mark Gross, Carla Filisha | 20 lutego 2012       | nieemitowany |
| 17 | "Mike Likes Lasagna"    | James Burrows | Mark Roberts, Chuck Lorre, Don Foster, Al Higgins, Julie Bean    | 27 lutego 2012       | nieemitowany |
| 18 | "Peggy Goes To Branson" | James Burrows | Mark Roberts, Don Foster, Al Higgins, Mark Gross                 | 19 marca 2012        | nieemitowany |
| 19 | "Molly Can't Lie"       | James Burrows | Mark Roberts, Bill Daly, Don Foster, Al Higgins, Mark Gross      | 9 kwietnia 2012      | nieemitowany |
| 20 | "The Dress"             | James Burrows | Mark Roberts, Chuck Lorre, Don Foster, Al Higgins                | 16 kwietnia 2012     | nieemitowany |
| 21 | "Bachelor/Bachelorette" | James Burrows | Mark Roberts, Don Foster, Al Higgins, Julie Bean                 | 30 kwietnia 2012     | nieemitowany |
| 22 | "The Rehearsal"         | James Burrows | Mark Roberts, Don Foster, Al Higgins, Julie Bean                 | 7 maja 2012          | nieemitowany |
| 23 | "The Wedding"           | James Burrows | Mark Roberts, Don Foster, Mark Gross, Carla Filisha              | 14 maja 2012         | nieemitowany |

## Sezon 3 (2012-2013)
| #  | Tytuł                       | Reżyseria       | Scenariusz                                                      | Premiera             | Premiera     |
| -- | --------------------------- | --------------- | --------------------------------------------------------------- | -------------------- | ------------ |
| 1  | "The Honeymoon Is Over"     | Mark Roberts    | Mark Roberts, Don Foster, Al Higgins, Mark Gross                | 24 września 2012     | nieemitowany |
| 2  | "Vince Takes a Bath"        | Jason Alexander | Mark Roberts, Don Foster, Al Higgins, Julie Bean                | 1 października 2012  | nieemitowany |
| 3  | "Mike Likes Cake"           | Phill Lewis     | Mark Roberts, Don Foster, Al Higgins, Carla Filisha             | 8 października 2012  | nieemitowany |
| 4  | "Molly in the Middle"       | Phill Lewis     | Mark Roberts, Don Foster, Al Higgins, Julie Bean, Carla Filisha | 15 października 2012 | nieemitowany |
| 5  | "Mike's Boss"               | Phill Lewis     | Mark Roberts, Don Foster, Al Higgins, Julie Bean                | 5 listopada 2012     | nieemitowany |
| 6  | "Yard Sale"                 | Phill Lewis     | Mark Roberts, Al Higgins, Don Foster, Carla Filisha, Mark Gross | 12 listopada 2012    | nieemitowany |
| 7  | "Thanksgiving Is Cancelled" | Phill Lewis     | Mark Roberts, Don Foster, Al Higgins, Mark Gross                | 19 listopada 2012    | nieemitowany |
| 8  | "Mike Likes Briefs"         | Phill Lewis     | Mark Roberts, Don Foster, Al Higgins, Julie Bean                | 26 listopada 2012    | nieemitowany |
| 9  | "Mike Takes a Test"         | Phill Lewis     | Mark Roberts, Don Foster, Al Higgins, Mark Gross                | 3 grudnia 2012       | nieemitowany |
| 10 | "Karaoke Christmas"         | Phill Lewis     | Mark Roberts, Don Foster, Al Higgins, Mark Gross, Carla Filisha | 17 grudnia 2012      | nieemitowany |
| 11 | "Fish for Breakfast"        | Phill Lewis     | Mark Roberts, Don Foster, Al Higgins, Carla Filisha             | 14 stycznia 2013     | nieemitowany |
| 12 | "Molly's Birthday"          | Mark Roberts    | Mark Roberts, Don Foster, Al Higgins, Julie Bean                | 21 stycznia 2013     | nieemitowany |
| 13 | "Carl Gets a Roommate"      | Mark Roberts    | Mark Roberts, Don Foster, Al Higgins, Julie Bean, Carla Filisha | 4 lutego 2013        | nieemitowany |
| 14 | "The Princess and the Troll | Phill Lewis     | Mark Roberts, Don Foster, Mark Gross, Brian Keith Etheridge     | 11 lutego 2013       | nieemitowany |
| 15 | "Mike the Tease"            | Phill Lewis     | Mark Roberts, Al Higgins, Julie Bean, Carla Filisha             | 18 lutego 2013       | nieemitowany |
| 16 | "Molly's New Shoes"         | Phill Lewis     | Mark Roberts, Al Higgins, Mark Gross, Don Foster                | 25 lutego 2013       | nieemitowany |
| 17 | "St. Patrick's Day"         | Phill Lewis     | Mark Roberts, Julie Bean, Carla Filisha                         | 18 marca 2013        | nieemitowany |
| 18 | "Spring Break"              | Phill Lewis     | Mark Roberts, Don Foster, Al Higgins, Mark Gross                | 25 marca 2013        | nieemitowany |
| 19 | "Party Planners"            | Phill Lewis     | Mark Roberts, Mark Gross, Brian Keith Etheridge                 | 15 kwietnia 2013     | nieemitowany |
| 20 | "Mike Can't Read"           | Mark Roberts    | Mark Roberts, Don Foster, Julie Bean, Carla Filisha             | 29 kwietnia 2013     | nieemitowany |
| 21 | "Molly's Out of Town"       | Mark Roberts    | Mark Roberts, Don Foster, Al Higgins, Brian Keith Etheridge     | 6 maja 2013          | nieemitowany |

## Sezon 4 (2013-2014)
| #  | Tytuł                                    | Reżyseria        | Scenariusz                                                                      | Premiera          | Premiera     |
| -- | ---------------------------------------- | ---------------- | ------------------------------------------------------------------------------- | ----------------- | ------------ |
| 1  | "Molly Unleashed"                        | Phill Lewis      | Chuck Lorre, Al Higgins, Julie Bean, Mark Gross, Carla Filisha                  | 4 listopada 2013  | 12 maja 2014 |
| 2  | "The First and Last Ride-Along"          | Phill Lewis      | Chuck Lorre, Al Higgins, Bill Daly, Julie Bean, Mark Gross                      | 11 listopada 2013 | 12 maja 2014 |
| 3  | "Sex and Death"                          | Phill Lewis      | Chuck Lorre, Al Higgins, Brian Keith Etheridge, Bill Daly, Julie Bean           | 18 listopada 2013 | 13 maja 2014 |
| 4  | "Careful What You Dig For"               | Phill Lewis      | Chuck Lorre, Al Higgins, Mark Gross, Carla Filisha, Brian Keith Etheridge       | 25 listopada 2013 | 13 maja 2014 |
| 5  | "Poker in the Front, Looker in the Back" | Phill Lewis      | Chuck Lorre, Al Higgins,Carla Filisha, Brian Keith Etheridge, Bill Daly         | 2 grudnia 2013    | 14 maja 2014 |
| 6  | "Shoeless Molly Flynn"                   | Phill Lewis      | Chuck Lorre, Al Higgins, Crystal Jenkins, Aaron Vaccaro, Marla DuMont           | 9 grudnia 2013    | 14 maja 2014 |
| 7  | "They Shoot Asses, Don't They?"          | Phill Lewis      | Chuck Lorre, Al Higgins, Julie Bean, Mark Gross, Carla Filisha                  | 16 grudnia 2013   | 15 maja 2014 |
| 8  | "What Molly Hath Wrought"                | Stephen Prime    | Chuck Lorre, Al Higgins, Brian Keith Etheridge, Bill Daly, Julie Bean           | 13 stycznia 2014  | 15 maja 2014 |
| 9  | "Mike & Molly's Excellent Adventure"     | Phill Lewis      | Chuck Lorre, Al Higgins, Bill Daly, Julie Bean, Mark Gross                      | 22 stycznia 2014  | 16 maja 2014 |
| 10 | "Weekend at Peggy's"                     | Phill Lewis      | Chuck Lorre, Al Higgins, Carla Filisha, Brian Keith Etheridge, Bill Daly        | 27 stycznia 2014  | 16 maja 2014 |
| 11 | "Dips & Salsa"                           | Phill Lewis      | Chuck Lorre, Al Higgins,Mark Gross, Carla Filisha, Brian Keith Etheridge        | 3 lutego 2014     | 19 maja 2014 |
| 12 | " Mind Over Molly "                      | Phill Lewis      | Chuck Lorre, Al Higgins, Crystal Jenkins, Aaron Vaccaro, Marla DuMont           | 24 lutego 2014    | 19 maja 2014 |
| 13 | " Open Mike Night "                      | Phill Lewis      | Al Higgins, Julie Bean, Mark Gross, Carla Filisha                               | 3 marca 2014      | 20 maja 2014 |
| 14 | "Rich Man, Poor Girl"                    | David Trainer    | Chuck Lorre, Al Higgins,Bill Daly, Julie Bean, Mark Gross                       | 10 marca 2014     | 20 maja 2014 |
| 15 | "Three Girls and an Urn"                 | David Trainer    | Chuck Lorre, Al Higgins, Brian Keith Etheridge, Billy Daly, Julie Bean          | 17 marca 2014     | 21 maja 2014 |
| 16 | "The Dice Lady Cometh"                   | Victor Gonzalez  | Al Higgins, Crystal Jenkins,Carla Filisha, Brian Keith Etheridge, Billy Daly    | 24 marca 2014     | 21 maja 2014 |
| 17 | "McMillan and Mom"                       | Michael McDonald | Chuck Lorre, Al Higgins,Mark Gross, Carla Filisha, Brian Keith Etheridge        | 14 kwietnia 2014  | 23 maja 2014 |
| 18 | "Mike's Manifold Destiny"                | Steve Prime      | Chuck Lorre Kevin Lappin, Connor Kilpatrick, Al Higgins, Julie Bean, Mark Gross | 21 kwietnia 2014  | 23 maja 2014 |
| 19 | "Sex, Lies and Helicopters"              | Victor Gonzalez  | Chuck Lorre, Aaron Vaccaro, Crystal Jenkins, Aaron Vaccaro, Marla DuMont        | 28 kwietnia 2014  | 24 maja 2014 |
| 20 | "Who's Afraid of J.C. Small?"            | Victor Gonzalez  | Chuck Lorre, Aaron Vaccaro, Al Higgins, Julie Bean, Mark Gross                  | 19 maja 2014      | 24 maja 2014 |
| 21 | "This Old Peggy"                         | David Trainer    | Chuck Lorre, Al Higgins, Bill Daly, Carla Filisha, Brian Keith Etheridge        | 12 maja 2014      | 26 maja 2014 |
| 22 | "Eight Is Enough"                        | David Trainer    | Chuck Lorre, Al Higgins, Bill Daly, Carla Filisha, Brian Keith Etheridge        | 19 maja 2014      | 26 maja 2014 |

## Sezon 5 (2014-2015)
| #  | Tytuł                              | Reżyseria        | Scenariusz                                                                               | Premiera         | Premiera        |
| -- | ---------------------------------- | ---------------- | ---------------------------------------------------------------------------------------- | ---------------- | --------------- |
| 1  | "The Book of Molly"                | Michael McDonald | Chuck Lorre, Al Higgins,Julie Bean, Mark Gross & Carla Filisha                           | 8 grudnia 2014   | 11 czerwca 2015 |
| 2  | "To Have and Withhold"             | Michael McDonald | Chuck Lorre & Al Higgins, Mark Gross, Carla Filisha, Bill Daly                           | 15 grudnia 2014  | 12 czerwca 2015 |
| 3  | "Tis The Season To Be Molly"       | Michael McDonald | Al Higgins, Brian Keith Etheridge, Bill Daly, Rob DesHotel, Michael Glouberman           | 22 grudnia 2014  | 15 czerwca 2015 |
| 4  | "Gone Cheatin"                     | Michael McDonald | Chuck Lorre, Al Higgins, Carla Filisha, Bill Daly, Rob DesHotel                          | 29 grudnia 2014  | 16 czerwca 2015 |
| 5  | "Molly's Neverending Story"        | David Trainer    | Al Higgins, Bill Daly, Rob DesHotel, Michael Glouberman                                  | 5 stycznia 2015  | 17 czerwca 2015 |
| 6  | "The Last Temptation of Mike"      | David Trainer    | Al Higgins, Bill Daly, Rob DesHotel, Michael Glouberman                                  | 12 stycznia 2015 | 18 czerwca 2015 |
| 7  | "Support Your Local Samuel"        | Carole Lazarus   | Chuck Lorre, Al Higgins, Brian Etheridge, Crystal Jenkins, Aaron Vaccaro                 | 19 stycznia 2015 | 19 czerwca 2015 |
| 8  | "Mike Check"                       | Melissa McCarthy | Chuck Lorre, Al Higgins, Julie Bean, Mark Gross, Carla Filisha                           | 2 lutego 2015    | 22 czerwca 2015 |
| 9  | "Hack to the Future"               | David Trainer    | Chuck Lorre, Al Higgins, Michael Glouberman, Brian Etheridge, Crystal Jenkins            | 9 lutego 2015    | 23 czerwca 2015 |
| 10 | "Checkpoint Joyce"                 | Victor Gonzalez  | Al Higgins, Mark Gross,Julie Bean, Aaron Vaccaro, Marla Dumont                           | 16 lutego 2015   | 24 czerwca 2015 |
| 11 | "Immaculate Deception"             | Victor Gonzalez  | Chuck Lorre, Al Higgins, Marla Dumont, Julie Bean, Mark Gross                            | 23 lutego 2015   | 25 czerwca 2015 |
| 12 | "The World According To Peggy"     | Victor Gonzalez  | Al Higgins, Carla Filisha, Crystal Jenkins                                               | 2 marca 2015     | 26 czerwca 2015 |
| 13 | "Buy The Book"                     | Michael McDonald | Chuck Lorre, Al Higgins, Mark Gross, Carla Filisha, Bill Daly                            | 9 marca 2015     | 29 czerwca 2015 |
| 14 | "What Ever Happened to Baby Peggy" | Michael McDonald | Al Higgins, Michael Glouberman, Carla Filisha, Bill Daly, Rob Deshotel                   | 16 marca 2015    | 30 czerwca 2015 |
| 15 | "Pie Fight"                        | Michael McDonald | Al Higgins, Bill Daly, Rob DesHotel, Michael Glouberman & Brian Keith Etheridge          | 23 marca 2015    | 1 lipca 2015    |
| 16 | "Cocktails and Calamine"           | Michael McDonald | Al Higgins, Rob Deshotel, Michael Glouberman, Brian Keith Etheridge, Crystal Jenkins     | 30 marca 2015    | 2 lipca 2015    |
| 17 | "Mudlick or Bust"                  | Michael McDonald | Al Higgins, Marla DuMont, Brian Keith Etheridge, Crystal Jenkins, Aaron Vaccaro          | 13 kwietnia 2015 | 3 lipca 2015    |
| 18 | "No Kay Morale"                    | Melissa McCarthy | Al Higgins, Julie Bean, Crystal Jenkins, Aaron Vaccaro, Marla DuMont                     | 20 kwietnia 2015 | 6 lipca 2015    |
| 19 | "Mother From Another Mudlick"      | Michael McDonald | Al Higgins, Aaron Vaccaro, Marla DuMont, Julie Bean, Mark Gross                          | 27 kwietnia 2015 | 7 lipca 2015    |
| 20 | "Fight to the Finish"              | Stephen Prime    | Al Higgins, Connor Kilpatrick, Kevin Lappin, Bill Daly, Rob DesHotel, Michael Glouberman | 4 maja 2015      | 8 lipca 2015    |
| 21 | "Near Death Do Us Part"            | J. Murray        | Al Higgins, Crystal Jenkins, Aaron Vaccaro, Marla DuMont, Julie Bean                     | 11 maja 2015     | 9 lipca 2015    |
| 22 | "The Bitter Man and the Sea"       | Victor Gonzalez  | Al Higgins, Jim Patterson, Julie Bean, Mark Gross, Carla Filisha                         | 18 maja 2015     | 10 lipca 2015   |

## Sezon 6 (2016)
12 marca 2015 roku, CBS ogłosiła oficjalnie zamówiła 6 serię, który będzie składała się z 13 odcinków.
| #  | Tytuł                            | Reżyseria                                                                      | Scenariusz                                                                     | Premiera         | Premiera |
| -- | -------------------------------- | ------------------------------------------------------------------------------ | ------------------------------------------------------------------------------ | ---------------- | -------- |
| 1  | "Cops On The Rocks"              | Michael McDonald                                                               | Al Higgins, Julie Bean, Mark Gross, Bill Daly                                  | 6 stycznia 2016  | 2016     |
| 2  | "One Small Step For Mike"        | Michael McDonald                                                               | Al Higgins, Carla Filisha, Bill Daly, Brian Keith Etheridge, Rob DesHotel      | 13 stycznia 2016 | 2016     |
| 3  | "Peg O’ My Heart Attack"         | Michael McDonald                                                               | Al Higgins, Mark Gross, Carla Filisha, Bill Daly, Brian Keith Etheridge        | 20 stycznia 2016 | 2016     |
| 4  | "Super Cop"                      | Michael McDonald                                                               | Al Higgins, Bill Daly, Brian Keith Etheridge, Rob DesHotel, Michael Glouberman | 27 stycznia 2016 | 2016     |
| 5  | Joyce's Will Be Done             | Al Higgins, Brian Keith Etheridge, Rob DesHotel, Michael Glouberman, Steve Joe | Michael McDonald                                                               | 3 lutego 2016    | 2016     |
| 6  | The Good Wife                    | Michael McDonald                                                               | Al Higgins, Rob DesHotel, Michael Glouberman, Steve Joe, Alex Herschlag        | 10 lutego 2016   | 2016     |
| 7  | Weekend With Birdie              | Michael McDonald                                                               | Al Higgins, Michael Glouberman, Steve Jo, Alex Herschlag                       | 25 kwietnia 2016 | 2016     |
| 8  | The Wreck of the Vincent Moranto | Michael McDonald                                                               | Al Higgins, Steve Jo, Alex Herschlag, Julie Bean, Mark Gross                   | 2 maja 2016      | 2016     |
| 9  | Baby, Please Don't Go            | Michael McDonald                                                               | Al Higgins, Alex Herschlag, Julie Bean, Mark Gross, Carla Filisha              | 2 maja 2016      | 2016     |
| 10 | Baby Bump                        | Michele Azenzer Bear                                                           | Al Higgins, Brian Keith Etheridge, Bill Daly, Rob DesHotel                     | 9 maja 2016      | 2016     |
| 11 | The Adoption Option              | Michael McDonald                                                               | Al Higgins, Chuck Lorre, Conor Kilpatrick, Kevin Lappin, Dave Pilson           | 9 maja 2016      | 2016     |
| 12 | Curse of the Bambino             | Melissa McCarthy                                                               | Al Higgins, Michael Glouberman, Steve Joe, Alex Herschlag                      | 16 maja 2016     | 2016     |
| 13 | I See Love                       | James Burrows                                                                  | Al Higgins, Chuck Lorre, Julie Bean, Mark Gross, Carla Filisha                 | 16 maja 2016     | 2016     |